# 소유 (전한)
소유(蕭遺, ? ~ 기원전 178년)은 전한 초기의 제후로, 개국공신 소하의 손자이다.

## 생애
문제 2년(기원전 178년), 아버지 소연의 뒤를 이어 차후(酇侯)에 봉해졌으나 그 해에 죽었다. 시호를 양(煬)이라 하였고, 아들이 없어 작위가 폐지되었다.

## 출전
- 사마천, 《사기》 권18 고조공신후자연표
- 반고, 《한서》 권16 고혜고후문공신표

| 전임 아버지 차정후 소연 | 전한의 차후 기원전 178년 | 후임 (19년 후) 동생 소칙 |